# Bathypterois dubius
Bathypterois dubius es una especie de pez del género Bathypterois, familia Ipnopidae. Fue descrita científicamente por Vaillant en 1888.
Se distribuye por el Océano Atlántico. La longitud estándar (SL) es de 20,5 centímetros. Habita en taludes continentales y se alimenta de copépodos bentopelágicos. Puede alcanzar los 1941 metros de profundidad.
Está clasificada como una especie marina inofensiva para el ser humano.